# Коста-риканская федерация футбола
Коста-рика́нская федера́ция футбо́ла (исп. Federación Costarricense de Fútbol) — организация, осуществляющая контроль и управление футболом в Коста-Рике. Располагается в столице государства — Сан-Хосе. КФФ основана в 1921 году, вступила в ФИФА в 1927 году, а в КОНКАКАФ — в 1962 году. В 1991 году стала одним из членов-основателей УНКАФ. Федерация организует деятельность и управляет национальными сборными по футболу (мужской, женской, молодёжными). Под эгидой федерации проводится чемпионат страны и многие другие соревнования.
Коста-Рика — одна из сильнейших команд в Северной Америке, и в период с 1940 г. по 1970 г. она показала впечатляющий результат, девять раз выиграв чемпионат КОНКАКАФ. Однако до 1990 г. Коста-Рике ни разу не удавалось пробиться на чемпионат мира. Сальвадор и Гондурас добились этого раньше. В 1990 г. под руководством Боры Милутиновича сборная не только вышла в финальный турнир, но и прошла во второй раунд, обыграв в группе Шотландию и Швецию. У Коста-Рики крепкий национальный чемпионат, две команды, «Депортиво Саприсса» и «Алахуэленсе», выигрывали клубный чемпионат КОНКАКАФ.